# هانس نيلسون (راكب الكنو)
هانس نيلسون (بالسويدية: Hans Nilsson)‏ هو راكب الكنو سويدي، ولد في 5 سبتمبر 1946 في نيشوبينغ في السويد.

## وصلات خارجية
- هانس نيلسون على موقع أوليمبيديا (الإنجليزية)
- هانس نيلسون على موقع اللجنة الأولمبية السويدية (السويدية)